# Talk Talk
Talk Talk és un grup del Regne Unit de música pop, afiliat al moviment new wave, que va estar actiu entre 1981 i 1991. Estava compost per Mark Hollis (cantant, nascut el 1955 a Londres, Anglaterra), Tim Friese-Green (pianista), Paul Webb (baixista, nascuts el 1962) i Lee Harris (bateria, nascut també el 1962). Simon Brenner, al sintetitzador va participar en el primer disc homònim als Estats Units i va deixar el grup el 1983.
Amb un principi de música de sintetitzadors i new wave, en l'àlbum The Party's over (1982), la música de Talk Talk va esdevenir més pop, amb àlbums com It's My Life (1984) i The Colour of spring (1986) que representen els grans èxits del grup, abans de prendre un viratge a la música experimental, a mig camí del jazz rock revisat amb el neoclassicisme en els darrers àlbums Spirit of Eden (1988) i, sobretot, Laughing Stock (1991).
El cantant del grup, Mark Hollis, va treure el 1998 un àlbum en solitari Mark Hollis.
Els altres membres del grup van reaparèixer en diversos projectes, es pot citar .O.rang, autor de dos àlbums remarcats per una crítica del rock.
Hi ha altres compilacions de Talk Talk; la més venuda i difosa és Natural History : The Very Best of Talk Talk de (1990).

## Discografia

### Àlbums
- The Party's Over (1982)
- It's My Life (1984). Aquest àlbum va tenir molt d'èxit a Europa continental gràcies als temes "Such a shame" i sobretot amb "It's my life", que van arribar al hit-parades. En canvi, al Regne Unit no va tenir l'èxit del continent.
- The Colour of Spring (1986). L'èxit més gran del grup en l'àlbum d'estudi.
- Spirit of Eden (1988)
- Natural History: The Very Best of Talk Talk (1990, compilation). Fou l'èxit de vendes del grup i millor classificat en les llistes de vendes, com a número 3.
- Laughing Stock (1991). Últim àlbum d'estudi del grup.
- Natural History (Ré-édition) 1994
- The Party's Over (Ré-édition)1997
- It's My Life (Ré-édition)1997
- The Colour Of Spring (Ré-édition)1997
- Spirit Of Eden (Ré-édition)1997
- The Very Best of Talk Talk (1997, compilació)
- Asides Besides (1998, compilació)
- London 1986 (live) (1999)
- The Collection (2000, compilació)
- The Collection (Ré-édition) 2001
- Missing Pieces (2001, compilació)
- Essential (2003, compilació)
- Introducing (2003, compilació)
- Time It's Time (2003, compilació)
- The Collection (reedició) 2003
- Popstars of the 20th century (2004, compilació)